# Cacoxenus paulodentatus
Cacoxenus paulodentatus är en tvåvingeart som beskrevs av Chassagnard och Tsacas 2003. Cacoxenus paulodentatus ingår i släktet Cacoxenus och familjen daggflugor. Inga underarter finns listade i Catalogue of Life.